# Національний конгрес профспілок
Національний конгрес профспілок ( NTUC ), також відомий як Сінгапурський національний конгрес профспілок ( SNTUC ) - це єдиний національний профспілковий центр у Сінгапурі . NTUC включає 59 афілійованих профспілок, 5 афілійованих торгових асоціацій, 10 соціальних підприємств, 6 пов’язаних організацій, а також зростаючу екосистему U Associates і корпоративних партнерів. NTUC має симбіотичні відносини з Партією народної дії (PAP) з моменту свого заснування в 1961 році  
1. ↑  Seow, Joanna (19 листопада 2017). Crucial to build on symbiotic relationship between PAP and NTUC: PM Lee | The Straits Times. The Straits Times (англ.). Процитовано 6 червня 2022.
2. ↑  Will closer ties between PAP and NTUC really be good for Singapore?. TODAY (англ.). 25 листопада 2020. Процитовано 6 червня 2022.